# Karla Mahenová
Karla Mahenová, vlastním jménem Karla Vančurová, rozená Karolina Haselmannová (26. listopadu 1896 Valašské Meziříčí – 16. července 1991 Brno) byla manželka Jiřího Mahena, autorka vzpomínkové knihy na manželství se spisovatelem.

## Život
Narodila se v rodině majitele pivovaru ve Valašském Meziříčí Karla Haselmanna a jeho manželky Gisely, rozené Pecníkové. Měla starší sestru Marii (21. 6. 1893 – 19. 6. 1991). Vystudovala obchodní učiliště v Brně a od roku 1913 pracovala v brněnské Rolnické pojišťovně.
S budoucím manželem, spisovatelem Jiřím Mahenem (1882–1939, vlastním jménem Antonín Vančura), se znala od svých šestnácti let. Dne 6. října 1919 se za něj v Brně provdala (občanský sňatek). Manželství bylo bezdětné.
Po Mahenově smrti žila ve vile společně se sestrou Marií. Zaštiťovala akce, které se spisovatelově památce věnovaly a spolupracovala na přípravě Mahenova památníku.

## Vznik památníku Jiřího Mahena

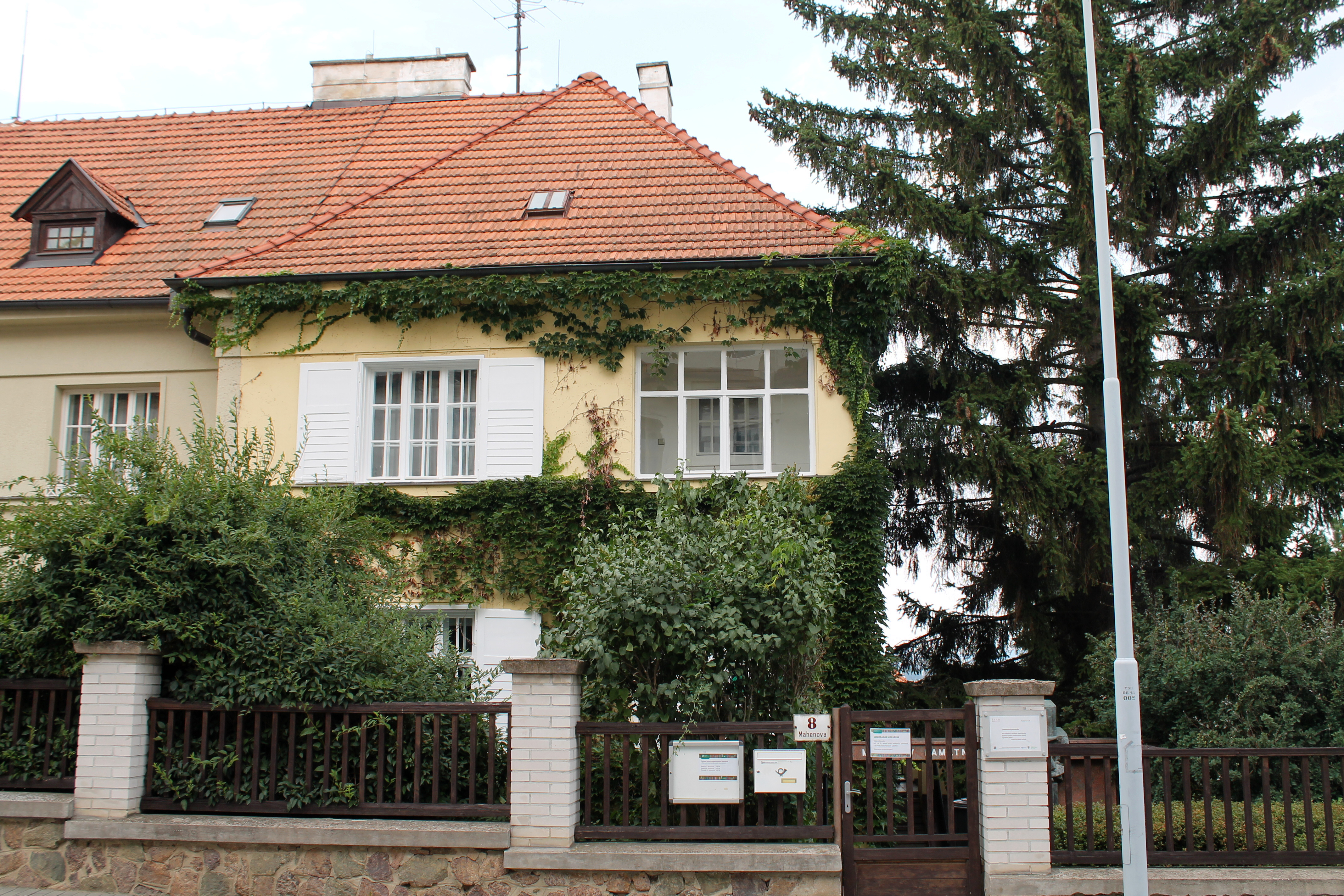
Mahenův památník Brno, Mahenova 8

V roce 1941 se Karla Mahenová rozhodla uložit literární pozůstalost svého manžela do literárního archivu knihovny Národního muzea. Již tehdy si však vyhradila, že po získání vhodných prostor bude tento materiál vrácen do Brna.
Okolo roku 1982 se Karla Mahenová začala zabývat myšlenkou na vznik památníku Jiřího Mahena v domě, kde s autorem žila (nyní Brno, Mahenova357/8). V témže roce schválila záměr Rada národního výbor Brna a dům byl zapsán do seznamu kulturních památek (památkovou ochranu získalo průčelí). Po rekonstrukci a odstranění administrativních problémů byl památník otevřen v prosinci 1992.
Podle odkazu Karly Mahenové je v přízemí vilky pobočka Knihovny Jiřího Mahena, v prvním poschodí Mahenova pracovna a stálá expozice. V památníku se konají besedy s různými osobnostmi, Muzejní noci a akce pro děti. Obrazy moderních malířů, kterými je památník vybaven, zčásti zapůjčilo Moravské zemské muzeum. Další část obrazů daroval synovec Karly Mahenové dr. Oldřich Haselmann (1896–1991, funkcionář Úřadu Vysokého komisaře OSN pro uprchlíky), který byl vykonavatelem její poslední vůle.

## Dílo
- O svém manželství napsala vzpomínkovou knihu Život s Jiřím Mahenem (Mladá fronta, 1978)[14]
- Iniciovala vznik Památníku Jiřího Mahena
- Moravskému zemskému muzeu odkázala či prodala nejcennější části Mahenovy pracovny pro budoucí památník